# Fences (théâtre)
Fences est une pièce de théâtre d'August Wilson créée en 1985 à l'Eugene O'Neill Theater Center de Waterford (Connecticut).
La pièce est l'une des dix pièces du Pittsburgh Cycle.

## Argument
Dans les années 1950, à Pittsburgh, Troy Maxson, ancien joueur de la Negro League de baseball est devenu éboueur. Il vit avec son épouse Rose et son fils cadet Cory dans une maison qu'il a pu acheter avec une partie de l'indemnité de blessure de guerre de son frère Gabriel qui, blessé à la tête, est devenu un handicapé mental qui erre dans le quartier et qui est menacé d'internement. Son fils aîné, Lyons, n'arrive pas à se stabiliser, vivant de petits contrats de musique et devant subir les récriminations de son père.
Très exigeant avec sa famille, Troy reporte sur ses fils les malheurs et les discriminations dont il a été victime avant de trouver un foyer stable avec Rose. Il ne digère toujours pas la non-reconnaissance de sa valeur au baseball, car pour lui sa carrière a été gâchée à cause de sa couleur de peau. Il est particulièrement sévère et exigeant avec son plus jeune fils et, quand un recruteur de football américain lui fait une proposition, Troy refuse qu'il tente sa chance...

## Distinctions
- Tony Awards 1987[1]
  - Tony Award de la meilleure pièce
  - Tony Award du meilleur acteur dans une pièce pour James Earl Jones
  - Meilleure actrice de second rôle dans une pièce pour Mary Alice
  - Meilleure mise en scène pour une pièce pour Lloyd Richards
- Prix Pulitzer de l'œuvre théâtrale

## Film
Fences a été adapté par Denzel Washington en 2016. Il a valu l'Oscar de la meilleure actrice dans un second rôle à Viola Davis.